# Guerrilla urbana
La guerrilla urbana és un tipus específic de tàctiques de guerrilla aparegut en la segona meitat del segle XX que es caracteritza per desenvolupar-se en un ambient urbà com a part d'una estratègia coordinada de lluita militar, moltes vegades de naturalesa antiimperialista/anticolonial o revolucionària, asimètrica i improvisada.

## Antecedents
La guerrilla és una tàctica bèl·lica de gran antiguitat que sol ser adoptada pels grups de combatents que es troben en desavantatge davant forces militars ben organitzades i proveïdes. Consisteix bàsicament a evitar confrontacions obertes amb les tropes enemigues, buscant petits combats en els quals no hi hagi superioritat numèrica, així com actes de sabotatge que puguin afectar la capacitat operativa de l'enemic. En general les poblacions locals envaïdes per potències estrangeres han recorregut sistemàticament a la guerrilla com a forma de resistència.
Històricament l'organització guerrillera va adoptar la forma de guerrilla rural, fonamentalment pel fet que la majoria de la població habitava en les zones rurals, mentre que les forces militars regulars havien establir-se en fortificacions puntuals. Aquestes característiques donaven un avantatge a la guerrilla rural, a partir de les possibilitats d'ocultació i suport dels pobladors, així com de control del territori.

## Història
Amb el procés d'urbanització massiva la clàssica guerrilla rural va començar a mostrar ineficient, en part perquè una escassa població rural dificulta les seves possibilitats de passar desapercebuda, i en part perquè la radicació de la major part dels habitants a les ciutats va fer perdre a les guerrilles una de les seves avantatges estratègiques, la connexió amb la població civil.
En aquestes condicions va aparèixer la guerrilla urbana, lògicament relacionada amb el procés d'urbanització i la simultània despoblació del camp. En moltes ocasions la guerrilla urbana i rural han aparegut combinades.
Els maquis espanyols que van resistir al franquisme un cop derrotats els exèrcits republicans, van organitzar les primeres guerrilles urbanes a Madrid, Barcelona, Màlaga i Granada (Andalusia) principalment. La guerrilla urbana a Catalunya va ser anarquista, amb guerrillers com Sabaté, Facerías o "Caracremanda". A Madrid, en canvi, va estar dominada pel PCE. En el cas de Màlaga la figura més rellevant va ser el grup anarquista d'Antonio Raya, ia Granada, el grup dels germans Quero, integrat per socialistes, anarquistes i comunistes. El cas dels germans Quero destaca per la espectacurlaridad de les seves accions, el mite popular que van arribar, i perquè la majoria dels seus membres es van suïcidar abans de lliurar-se a les autoritats. La Resistència Francesa contra l'ocupació nazi també va utilitzar tàctiques de guerrilla urbana, sobretot en París.
A partir de la dècada de 1960-1970 la guerrilla urbana es va generalitzar com a forma d'organització en les lluites contra el colonialisme europeu de postguerra, i en els anomenats moviments d'alliberament nacional de naturalesa revolucionària.
El moment cim de la guerrilla urbana s'escriu el 1969, quan el dirigent comunista brasiler Carlos Mariguella escriu el Minimanual del Guerriller Urbà, text clandestí que va circular per tot el món i va ser traduït a molts idiomes. Fins i tot en violacions de domicili a cases segures de grups terroristes com la Fracció de l'Exèrcit Roig alemany i Bandera Roja de Veneçuela han estat trobats aquest tipus de textos. Avui dia ja desactualitzat és inoperant i només queda com un text de referència.